# Bianchi Mediolanum
Il Mediolanum 36 è stato un autocarro prodotto dalla Bianchi dal 1934 al 1938.

## Storia
Fu prodotto dalla Bianchi di Milano su licenza Daimler-Benz sia in versione civile che in versione militare. Il Regio Esercito e la Regia Aeronautica ne acquisirono 200 esemplari più le versioni specializzate autocinema ed autofrigorifero.
Fu utilizzato nelle colonie, dove l'autonomia e la facilità di manutenzione lo rendevano adatto alle grandi distanze. Dopo l'armistizio equipaggiò la Wehrmacht.

## Descrizione
Classificato come autocarro medio, con 3 tonnellate di portata, era a trazione posteriore e poteva trasportare 32 soldati. Il motore diesel MD a 4 cilindri da 57 hp permette un'autonomia  di 280 km ed una velocità su strada di 55 km orari.
Oltre che nell'allestimento normale, fu adottata la versione autocinema ed autofrigo; in Libia fu utilizzato come piattaforma per un autocannone basato su una mitragliera contraerea francese da 25 mm. Alcuni esemplari, sempre in Libia, furono convertiti come autocannoni con dei pezzi contraerei da 20 mm Breda.

### Mediolanum 68A
Questa versione, più lunga di 25 cm e più larga di 5 cm, ha la stessa portata ma il peso a vuoto scende a 3,620 tonnellate. Il nuovo motore da 60 hp garantisce una velocità di 67 km orari ed una autonomia di 310 km. 
La produzione di questa versione migliorata venne annullata in favore del nuovo Bianchi Miles.

## Galleria d'immagini

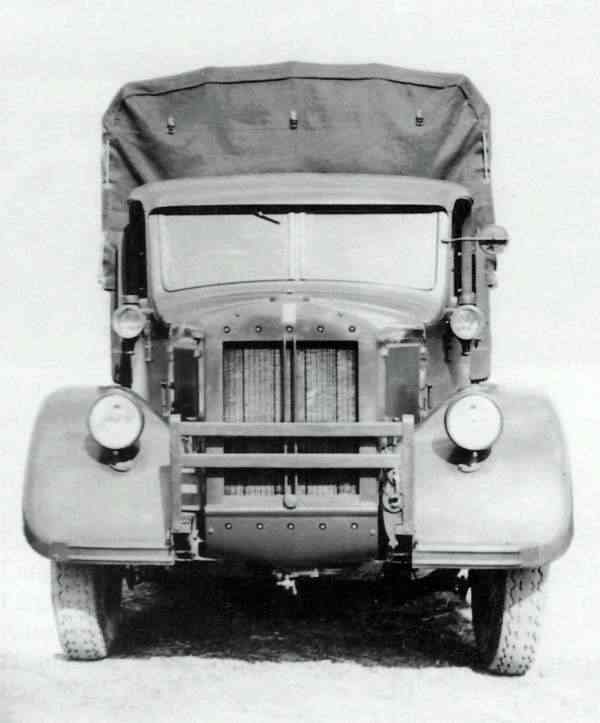
Vista frontale
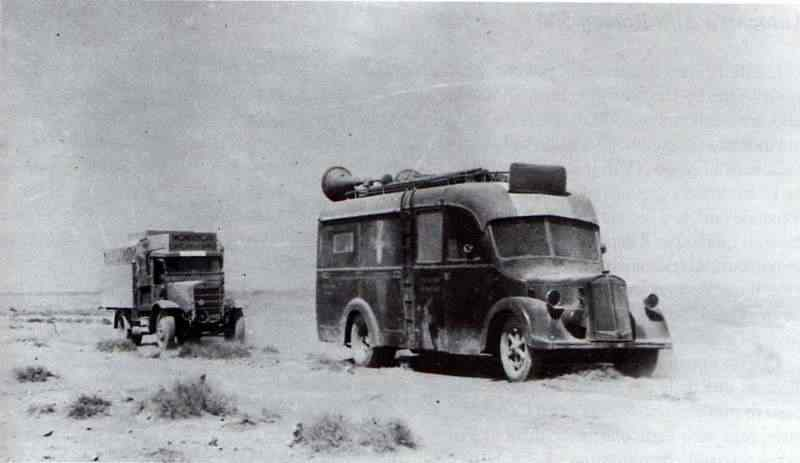
Mediolanum Autocinema in Libia
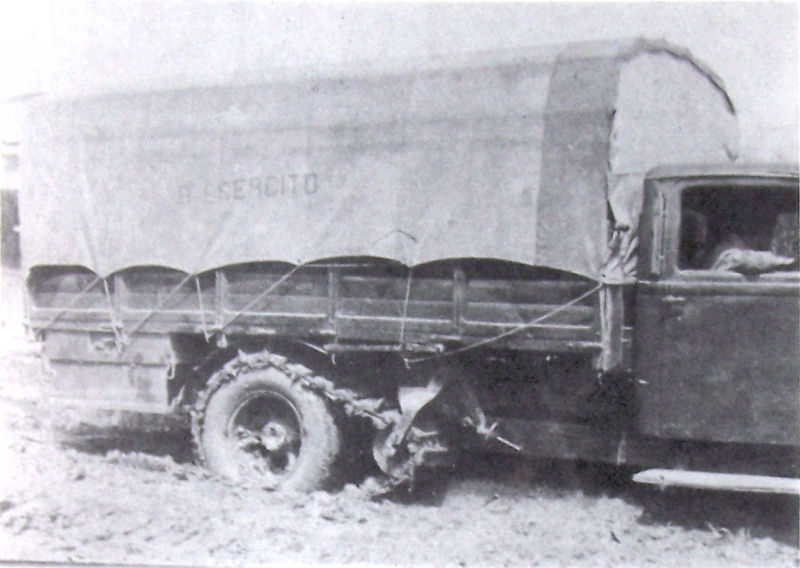
Sperimentazione con cingoli